# Back Pay (film 1922)
Back Pay è un film del 1922, diretto da Frank Borzage, basato su un racconto breve di Fannie Hurst. La pellicola è conservata nella collezione della Biblioteca del Congresso di Washington, che ne ha curato il restauro. 

## Trama
Stati Uniti, anni '10 del '900.

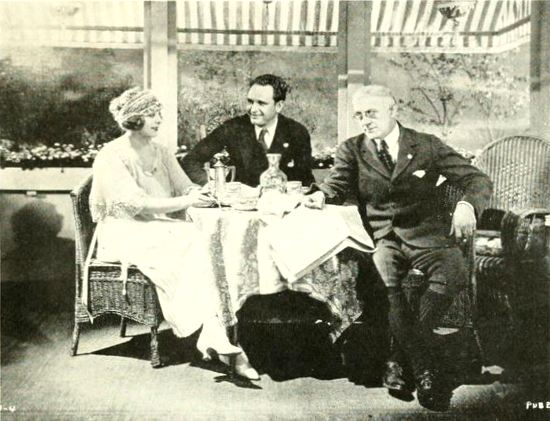
Una scena del film

Hester Bevins guardava passare i treni che dalla sua piccola sonnolenta cittadina di provincia andavano verso New York. Jerry Newcombe le aveva chiesto di sposarlo, ma l'insofferenza della ragazza per l'ambiente ristretto del paese e il suo desiderio della bella vita cittadina l'avevano convinta a rifiutarlo, nonostante il sincero affetto che nutriva per lui. Hester parte quindi per la metropoli.
5 anni dopo Hester è al centro di un party in un appartamento dell'esclusiva Riverside Drive di Manhattan, che il suo compagno Charles Wheeler, ricco operatore di Wall Street, le aveva messo a disposizione. Durante una gita nella campagna dell'entroterra, la curiosità ed un pizzico di nostalgia avevano indotto Hester, salutati Charles e gli altri nuovi amici, a recarsi a far visita al suo paese di provenienza. Qui i suoi conoscenti di un tempo non l'avevano neppure riconosciuta, tranne Jerry, che, a suo dire, l'avrebbe riconosciuta "anche fosse stato cieco". Hester torna in città.
Dopo un altro anno, Hester apprende che Jerry, reduce dalla guerra, tornato dal fronte francese, era convalescente in un ospedale. La giovane si precipita da lui. Il riconoscimento è toccante. E Jerry non solo è effettivamente cieco, ma, a detta dei medici, può sperare solo in tre settimane circa di vita; prognosi taciuta allo stesso infermo. Consultatasi con Charles, e con il suo consenso, Hester lo sposa, e lo conduce nell'appartamento, dal quale molto opportunamente Charles si assenta, per fargli trascorrere in relativa serenità gli ultimi momenti di vita.
Morto Jerry, Hester fatica a riprendere il corso normale della propria vita. È particolarmente colpita dalla vista dell'assegno col quale Charles saldava le spese per il funerale di Jerry, e non lo consegna all'agenzia delle pompe funebri. Hester è tormentata da sogni e da visioni del volto di Jerry, serio, accigliato. Alla fine lascia Charles e New York, e torna al paese riprendendo la sua modesta occupazione di un tempo. Con il suo magro salario comincia a pagare il funerale di Jerry, il cui volto, adesso, le appare, in una visione, sorridente.